# Irán Eory
Irán Eory, née Elvira Eory en Iran en 1939 et morte à Mexico en 2002, est une actrice iranienne. Elle apparaît dans des films, comédies musicales, pièces de théâtre et feuilletons.

## Biographie
Irán Eory naît en Iran.
Elle débute le cinéma en 1954 dans Le diable joue de la flûte (es) de José María Forqué. Elle joue également dans des séries télévisées mexicaines telles que Principessa (es), L'amour a un visage de femme (es) et Monde de jouets (es).
Selon son époux, l'acteur Carlos Monden, elle est arrivée au Mexique en 1969.
Elle meurt à Mexico en 2002 d'une hémorragie cérébrale.